# Деж
Деж (рум. Dej, мађ. Dés, мађ. Desch) град је у Румунији. Он се налази у северном делу земље, у историјској покрајини Трансилванија. Деж је трећи по важности град округа Клуж.
Деж је према последњем попису из 2002. године имала 38.478 становника.

## Географија
Град Деж налази се у северном делу историјске покрајине Трансилваније, око 80 km северно до Клужа, седишта округа.
Деж се налази у котлини реке Самош, на ушћу мање реке Манастиреа у ову велику реку. Северно од града издижу се Карпати, а јужно се пружа бреговито подручје средишње Трансилваније.

## Становништво
У односу на попис из 2002., број становника на попису из 2011. се смањио.
| 1966.  | 1977.  | 1992.  | 2002.  | 2011.  |
| ------ | ------ | ------ | ------ | ------ |
| 26.984 | 32.345 | 41.216 | 38.478 | 33.497 |

Матични Румуни чине већину градског становништва Дежа (85%), а од мањина присутни су Мађари (око 14%) и Роми (1%). Мађари су почетком 20. века чинли око 70% градског становништва. До средине 20. века у граду су били бројни и Јевреји и Немци.

## Партнерски градови
- Токај
- Балашађармат
- Бове

## Галерија
- Главна улица током новогодишњих празника
- Римокатоличка црква
- Градска синагога
- Градска кућа